# 梁田村
梁田村（やなだむら）は栃木県の南西部、足利郡に属していた村である。本村は梁田、下渋垂、福富の各大字より成る。

## 地理
- 河川 - 渡良瀬川

## 歴史
- 1875年（明治8年） - 南猿田村、塩嶋村、神明村、小生川村が合併し、梁田郡福富村が成立する。
- 1889年（明治22年）4月1日 - 町村制施行により、梁田村、福富村、下渋垂村が合併し、梁田郡梁田村が成立する。
- 1896年（明治29年）4月1日 - 郡統合（足利郡と梁田郡の統合）により、足利郡に所属する。
- 1955年（昭和30年）3月31日 - （旧）御厨町、久野村、筑波村と合併し、御厨町となる。
- 1962年（昭和37年）10月1日 - 御厨町が坂西町とともに足利市へ編入される。

## 人口
1903年出版の『栃木県自治制史』によれば戸数・人口は427・2857。

## 経済
農業
『大日本篤農家名鑑』によれば梁田村の篤農家は、「斎藤元次郎、牛山秀海、阿部浦吉、荒井林次郎、亀田元次郎、斎藤良三郎、中山喜三郎、長純一郎、島田苗作、斎藤信吉、堀越米太郎、川田徳太郎、荒井常松、斎藤盛重、新井鶴吉、川田住蔵」などである。

## 行政
- 梁田村長

| 代 | 氏名       | 就任                       | 退任                       | 備考 |
| -- | ---------- | -------------------------- | -------------------------- | ---- |
| 1  | 長純一郎   | 1889年（明治22年）4月22日  | 1893年（明治26年）4月22日  |      |
| 2  | 長純一郎   | 1893年（明治26年）4月25日  | 1897年（明治30年）4月24日  |      |
| 3  | 長純一郎   | 1897年（明治30年）4月25日  | 1899年（明治32年）8月10日  |      |
| 4  | 小川作太郎 | 1899年（明治32年）8月23日  | 1901年（明治34年）1月28日  |      |
| 5  | 阿部浦吉   | 1901年（明治34年）3月13日  | 1901年（明治34年）4月20日  |      |
| 6  | 阿部浦吉   | 1901年（明治34年）10月22日 | 1902年（明治35年）5月28日  |      |
| 7  | 小野直四郎 | 1902年（明治35年）6月30日  | 1903年（明治36年）3月5日   |      |
| 8  | 阿部浦吉   | 1903年（明治36年）12月23日 | 1907年（明治40年）12月22日 |      |
| 9  | 長純一郎   | 1908年（明治41年）1月14日  | 1912年（明治45年）1月14日  |      |
| 10 | 長純一郎   | 1912年（明治45年）1月15日  | 1916年（大正5年）1月14日   |      |
| 11 | 川田徳太郎 | 1916年（大正5年）1月15日   | 1920年（大正9年）1月8日    |      |
| 12 | 川田徳太郎 | 1920年（大正9年）1月8日    | 1921年（大正10年）5月3日   |      |
| 13 | 長純一郎   | 1921年（大正10年）7月8日   | 1924年（大正13年）6月30日  |      |
| 14 | 中山金太郎 | 1924年（大正13年）8月12日  | 1927年（昭和2年）1月31日   |      |
| 15 | 石川重郎   | 1927年（昭和2年）2月4日    | 1931年（昭和6年）2月3日    |      |
| 16 | 石川重郎   | 1931年（昭和6年）2月4日    | 1935年（昭和10年）2月3日   |      |
| 17 | 石川重郎   | 1935年（昭和10年）2月4日   | 1938年（昭和13年）3月6日   |      |
| 18 | 長善六     | 1938年（昭和13年）3月14日  | 1938年（昭和13年）6月7日   |      |
| 19 | 左手二郎   | 1938年（昭和13年）7月31日  | 1942年（昭和17年）7月30日  |      |
| 20 | 長善六     | 1942年（昭和17年）7月31日  | 1946年（昭和21年）7月30日  |      |
| 21 | 長善六     | 1946年（昭和21年）7月31日  | 1946年（昭和21年）12月5日  |      |
| 22 | 柳田松太郎 | 1947年（昭和22年）4月5日   | 1951年（昭和26年）4月4日   |      |
| 23 | 柳田松太郎 | 1951年（昭和26年）4月23日  | 1955年（昭和30年）3月30日  |      |

出典:『栃木県町村合併誌 第三巻下』, p. 357-358